# Bruce's Beach
Bruce's Beach est une ancienne plage de la station balnéaire de Manhattan Beach, dans le comté de Los Angeles, en Californie, acheté en 1912 et exploitée par Charles et Willa Bruce, un couple afro-américain. Le complexe permettait aux membres de la communauté afro-américaine de bénéficier d'opportunités non disponibles dans d'autres zones de plage en raison de la ségrégation raciale en vigueur.
La propriété est reprise par la ville par une procédure d'expropriation en 1924, et elle est fermée, puis elle est transformée en parc municipal dans les années 1960. Elle prend son nom actuel de Bruce's Beach en 2007.
La plage devrait être restituée aux descendants des Bruce, première restitution à une famille noire d'un terrain expropriée durant la ségrégation aux États-Unis.

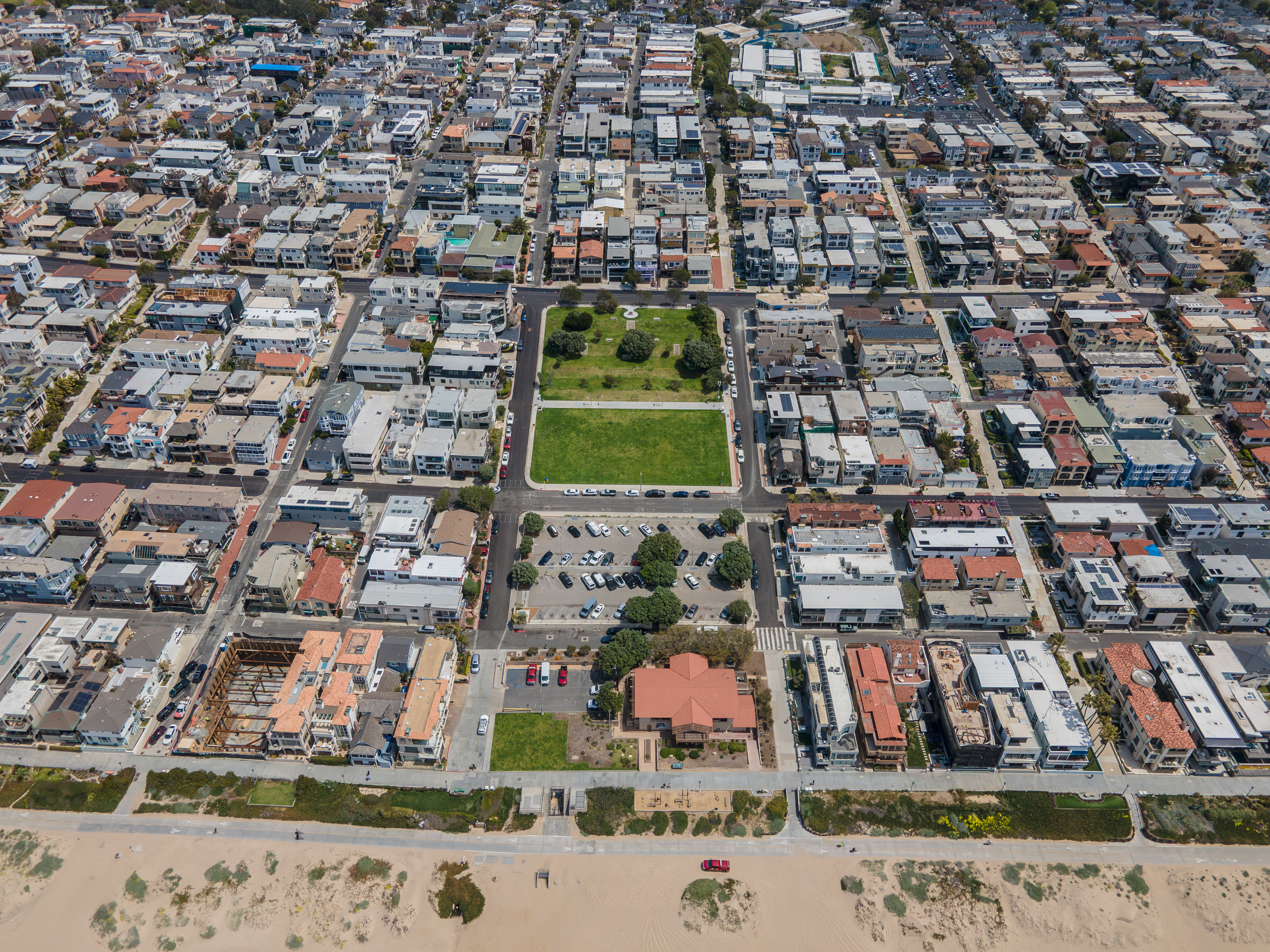
Bruce's Beach vue du ciel en 2023.

## Histoire
Willa et Charles Bruce achètent pour 1 225 $ en 1912 un terrain dans la baie de Santa Monica, sur laquelle ils établissent un complexe balnéaire. Il s'agit de deux parcelles numérotées 8 et 9, sur le bloc 5, bordées par la 26e et 27e rues. La plage est alors située à environ une heure de Los Angeles, et elle est desservie par une ligne de trolleybus récemment ouverte. Le Los Angeles Times évoque alors la « grande agitation » provoquée par le projet des Bruce et l'« opposition des voisins blancs ». Malgré cette opposition, Willa Bruce témoigne de sa détermination et indique que « partout » où le couple a essayé d'acheter un terrain pour y établir une station balnéaire, l'autorisation leur a été refusée, mais qu'elle est « propriétaire de ce terrain et qu'[elle] va le garder ».
La station balnéaire comprend des cabines de plage où les clients peuvent se changer ou louer un maillot, un restaurant, un dancing, quelques chambres à louer. Elle est alors l'unique plage de Manhattan Beach accessible aux Afro-Américains. L'accès aux plages publiques est alors très restreint pour les Afro-Américains. Leur présence est tolérée sur une seule autre plage californienne, The Inkwell, à Santa Monica,. Willa et Charles Bruce sont soumis aux intimidations de voisins blancs et du Ku Klux Klan.
La municipalité prend une mesure d'expropriation de la propriété des Bruce en 1924, en indiquant qu'elle agit dans le cadre d'un projet d'aménagement d'un parc et procède à la destruction des bâtiments en 1927,. En fait, le parc ne voit jamais le jour, et la propriété reste inoccupée pendant plusieurs décennies. Dans les années 1960, elle est finalement intégrée dans un parc municipal, d'abord appelé Bayview Terrace Park, puis Parque Culiacan. Le parc est situé sur une pente surplombant l'océan et comprend des terrasses herbeuses vallonnées avec des bancs et de petits arbres. Il est situé à quelques pâtés de maisons de la plage, entre la 26e et la 27e rue, et s'étend vers l'ouest, de Highland Avenue à Manhattan Avenue.
En 2006, le conseil municipal de Manhattan Beach décide de renommer le parc, « commémorant la compréhension de notre communauté selon laquelle l'amitié, la bonne volonté et le respect de tous commencent à l'intérieur de nos propres frontières et s'étendent à la communauté mondiale. Tous sont les bienvenus. ». Au cours d'une cérémonie qui se déroule le mars 2007, la plage prend son nom actuel de Bruce's Beach,.
Le 20 octobre 2020, en écho aux manifestations qui ont suivi la mort de George Floyd, le conseil municipal crée un groupe de travail, le « Bruce's Beach Task Force »,.
Le 20 avril 2021, le conseil du comté de Los Angeles approuve la restitution de la propriété de Bruce's Beach aux descendants de la famille. La propriété à restituer est estimée à 75 millions de dollars à l'époque. Le processus de transformation d'un terrain public en propriété privée nécessite un certain nombre de modifications législatives.
Un projet de loi du 2 juin 2021, approuvé à l'unanimité par le Sénat de Californie, initie le processus de restitution de la plage aux descendants de Willa et Charles Bruce,. Le sénateur Steven Bradford, auteur du projet de loi, indique en effet qu'« il n'est jamais trop tard pour la justice ». Il ajoute qu'il s'agit d'une « parfaite occasion de restituer un terrain injustement volé à la famille Bruce […] une famille noire privée de son bien du fait de sa race » et il y voit une occasion exemplaire de « réparation ». L'Assemblée de l'État de Californie se prononce le 9 septembre 2021 et est ratifiée par le gouverneur Gavin Newsom le 30 septembre 2021.
Le 22 juillet 2022 la remise du titre de propriété aux descendants de Charles et Willa Bruce fait l'objet d'une cérémonie. Le gouverneur de Californie, Gavin Newsom présente des excuses officielles à la famille. Celle-ci revend la plage, en janvier 2023 au comté, pour 20 millions de dollars.